# Peter de Spina I.
Peter de Spina, auch Petrus de Spina genannt, (* 1526 in Armentières; † 1569 in Aachen) war ein deutscher Mediziner aus den Spanischen Niederlanden.  

## Leben und Wirken
Peter de Spina entstammte einer Hugenottenfamilie aus Armentières in den damaligen Spanischen Niederlanden, die sich anfangs de l’Espine nannte. Er war der Sohn von Estienne de l’Espine und der Jeanne de Houpline und ließ sich nach seinem Studium der Medizin aufgrund der in seiner Heimat wütenden katholischen spanischen Truppen unter Herzog Alba als Dr. med. in Aachen nieder. Zwischenzeitlich erhielt er einen Ruf an das dänische Königshaus, wo er zum Leibarzt von König Christian III. von Dänemark und Norwegen bestellt wurde. Nach dessen Tod kehrte de Spina wieder nach Aachen zurück, wo er seine Praxistätigkeit wieder aufnahm und zum Stadtphysicus ernannt wurde.
Peter de Spina war verheiratet mit Agnes de Bourgeois aus Armentières und bekam mit ihr unter anderem den Sohn Peter de Spina II. Dieser studierte ebenfalls Medizin und wurde zunächst niedergelassener Arzt in Aachen, bevor er 1599 die Stadt aufgrund der Aachener Religionsunruhen verließ und eine akademische Laufbahn an der Universität Heidelberg antrat. Er wurde damit der Stammvater des Heidelberger Zweigs der Familie, dessen Angehörige unter anderem mit Peter de Spina III. und Johannes de Spina die Reihe erfolgreicher Hochschullehrer und Rektoren an der Heidelberger Universität weiterführten.